# Die Grenzwacht im Osten
Die Grenzwacht im Osten è un film muto del 1914 diretto da Emil Albes.

## Produzione
Il film fu prodotto dalla Deutsche Bioscop GmbH.

## Distribuzione
In Germania, il film fu presentato a Berlino il 15 settembre 1914.